# مارك بيتشي
مارك بيتشي (بالإنجليزية: Mark Petchey)‏ مواليد 1 أغسطس 1970 في إسكس، المملكة المتحدة، هو لاعب كرة مضرب إنجليزي سابق بدأ مسيرته كمحترف سنة 1988 وكان يلعب باليد اليمنى، اعتزل اللعب في 1998. أعلى تصنيف له في الفردي كان المركز الـ 80 في سنة 1994. أعلى تصنيف له في الزوجي كان المركز الـ 104 في سنة 1996.

## روابط خارجية
- مارك بيتشي على موقع رابطة محترفي التنس (الإنجليزية)
- مارك بيتشي على موقع الاتحاد الدولي لكرة المضرب (الإنجليزية)
- مارك بيتشي على موقع كأس ديفيز (الإنجليزية)
- مارك بيتشي على موقع خلاصة التنس.كوم (الإنجليزية)
- مارك بيتشي على موقع إي إس بي إن.كوم (الإنجليزية)